# Orychophragmus limprichtianus
Orychophragmus limprichtianus är en korsblommig växtart som först beskrevs av Ferdinand Albin Pax, och fick sitt nu gällande namn av Al-shehbaz och Guang Yang. Orychophragmus limprichtianus ingår i släktet Orychophragmus och familjen korsblommiga växter. Inga underarter finns listade i Catalogue of Life.